# ستاخانوف
ستاخانوف سميت في الفترة من 1937 : 1940 باسم سيرجو، وفي الفترة 1940 حتى 1987 باسم كاديفيكا، يطلق عليها بالروسية Stakhanov وهو اسم عامل المناجم السوفيتي الشهير إليكس ستاخوف وتقع هذه المدينة في المنطقة الغربية من لوغانسك في أوكرانيا. يبلغ عدد سكانها 122,300 نسمة.

## أعلام
- ارتيوم تيتينكو